# Haraicha
Haraicha – gaun wikas samiti we wschodniej części Nepalu w strefie Kośi w dystrykcie Morang. Według nepalskiego spisu powszechnego z 2001 roku liczył on 1266 gospodarstw domowych i 6326 mieszkańców (3159 kobiet i 3167 mężczyzn).